# 凤凰街道 (六盘水市)
凤凰街道，是中华人民共和国贵州省六盤水市钟山区下辖的一个乡镇级行政单位。

## 行政区划
凤凰街道下辖以下地区：
松坪南路社区、广场社区、大营社区、龙井社区、怡景社区、八一社区、朝阳社区、龙苑社区、凤苑社区、兴隆社区、明湖社区、双龙社区村、发乐社区村、石龙社区村和凤凰村。